# Elena Espinosa

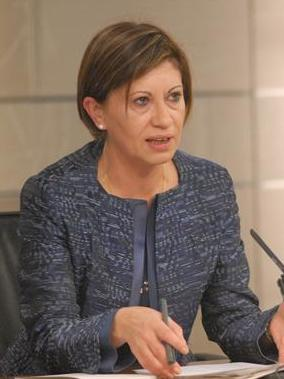
Elena Espinosa im Oktober 2010

María Elena Espinosa Mangana (* 21. März 1960 in Ourense) ist eine spanische Politikerin der PSOE und Managerin. Zwischen 2004 und 2010 war sie Ministerin für Landwirtschaft und Umwelt.

## Werdegang
Espinosa studierte Wirtschaftswissenschaft an der Universität Santiago de Compostela. Zwischen 1988 und 1996 leitete sie die Hafenbehörde von Vigo. Anschließend war sie kurzzeitig für das galicische Institut für Technische Medizin tätig, ehe sie sich als Finanzdirektorin dem Schiffsbauer Rodman anschloss. Dort rückte sie 2002 in den Vorstand auf.
Nach den Parlamentswahlen 2004 berief der neu gewählte Ministerpräsident José Luis Rodríguez Zapatero Espinosa als Ministerin für Landwirtschaft und Umwelt in sein Kabinett. Im Herbst 2010 kam es zu einer größeren Kabinettsumbildung, bei der einige Ministerien zum Sparen von Verwaltungskosten zusammengelegt und in deren Folge erstmals in der Geschichte Spaniens mehr weibliche als männliche Minister vertreten waren. In diesem Zusammenhang wurde Espinosa durch Rosa Aguilar ersetzt. Dabei wurde seitens Umweltorganisationen die Amtszeit Espinosas kritisiert, unter anderem da zu wenig Impulse in Richtung Umweltschutz gesetzt worden seien.
Im März 2012 trat Espinosa gegen Amtsinhaber Pachi Vázquez bei der Wahl zum Generalsekretär der galicischen PSOE-Organisation an, wurde jedoch mit 33 Stimmen Rückstand nicht gewählt. Kurze Zeit später kehrte sie der Politik den Rücken und kehrte zu Rodman zurück.